# Легион (група)
Легион е руска рок група, създадена през 1981 г. Една от първите пауър метъл групи в СССР. Има 9 издадени албума.

## История
Групата е създадена през 1981 г. от Олег Царьов (бас) и Алексей Булгаков (вокал). Първоначалният състав допълват Александър Цветков (китара) и Сергей Комаров (ударни). По-късно Цветков е заменен от Алексей Чернишов. Легион изнасят концерти в СССР, но като цяло са слабо популярни. Записват два демо албума - „Битва“ и „Апокалипсис“, като последният излиза през 1987 г. През 1990 е убит барабаниста на групата Сергей Комаров, а Легион се разпадат. Основателят на групата Олег Царьов умира през 1993 г.
През 1993 Булгаков събира групата отново. Освен него в „Легион“ са Юрий Крюков, Стас Козлов и Константин Федотов. Групата записва англоезичният албум "Knights of cross". През 1995 Булгаков става за кратко член на Ария, но скоро се връща в Легион. Съставът на бандата коренно се променя. В групата се връща Чернишов, а освен него идват Вячеслав Молчанов и Дмитрий Кривенков. Този състав записва албумът „Дай мне имя“. Освен това е пуснат албум с най-добрите песни от първия период на групата от 1980 до 1987. По-късно са издадени и албумите „Пророчество“ и „Окна“.
През 2004 Легион записват „Стихия огня“, който е посветен на руските войници, а „Мифы древности“ от 2007 е посветен на исторически събития предимно от Древна Елада. През 2012 групата издава LP – то „Новые грани“.

## Дискография
- Битва – 1981
- Апокалипсис – 1987
- „Knights of Cross“ (1994)
- „Дай мне имя“ (1996)
- „1980-1987“ (1997)
- „У окна“ (2000)
- „Пророчество“ (2001)
- „Маятник времён“ (2003)
- „Стихия огня“ (2004)
- „Мифы древности“ (2007)
- „Невидимый воин“ (2010)
- „Новые грани“ (2012)